# كتاب عبور الخلود

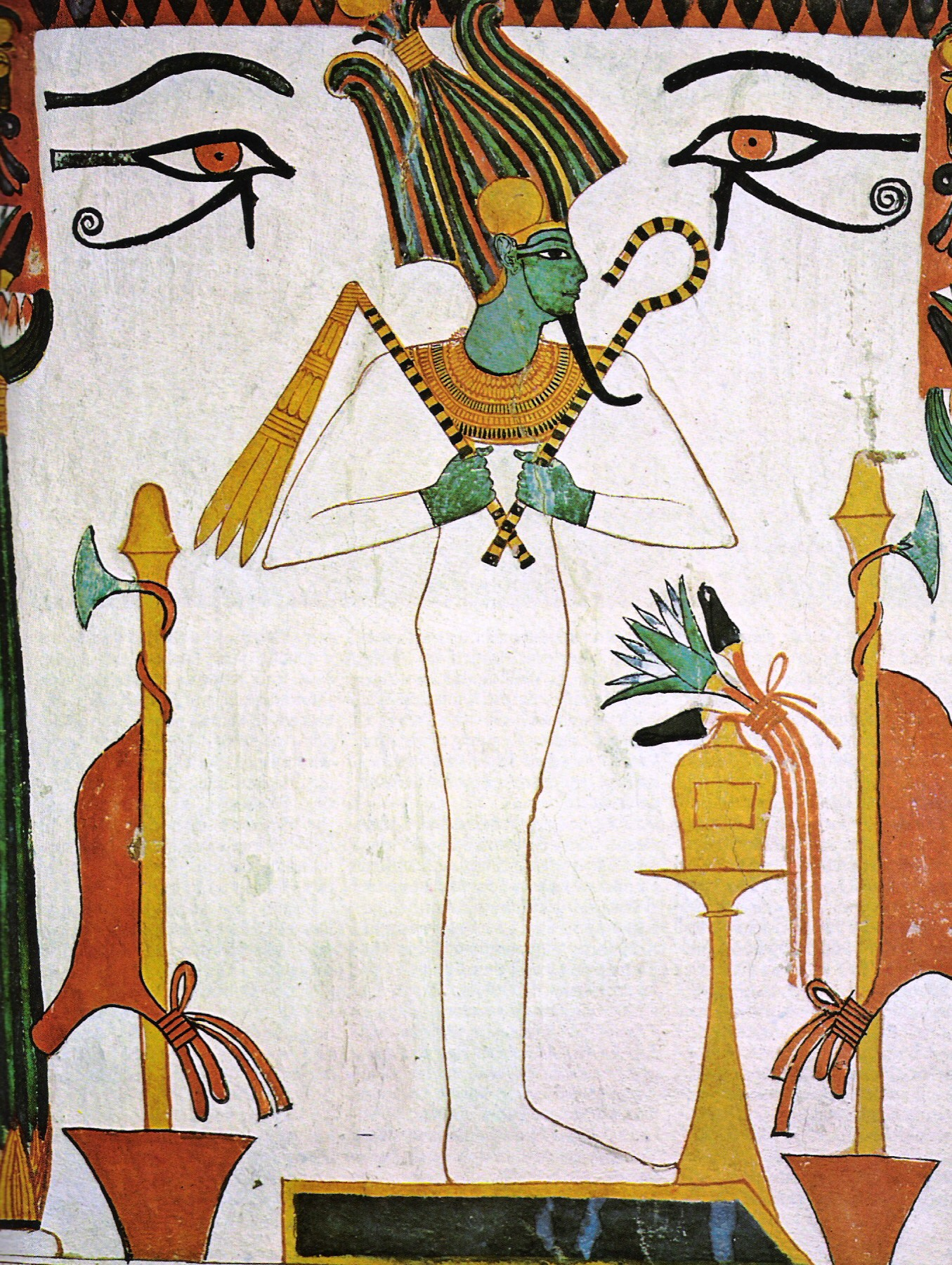

كتاب عبور الخلود أو كتاب اجتياز الخلود أو تمضية الأبدية هو نص جنائزي مصري قديم استخدم في المقام الأول في الفترة الرومانية من التاريخ المصري (30 ق.م - 390 م)، وإن كانت أقدم النسخ المعروفة تعود إلى الفترة البطلمية السابقة على الرومانية (332-30 ق.م)، مما يجعل من الأرجح أن الكتاب قد تم وضعه في ذلك الوقت.
ويصف الكتاب روح المتوفى في زيارة دائمة للمعابد المصرية، مشاركةً في دورة من الطقوس الدينية المستمرة، ولا سيما تلك المتعلقة بالإله الجنائزي أوزير. وقد رأى بعض العلماء محتوى الكتاب وصفا لدوات، على غرار «كتب العالم السفلي» في فترة الدولة الحديثة (1550-1070 ق.م). في حين أن البعض الآخر، مثل جان أسمان، جادل بأن الكتاب يصف المتوفى كمنضم إلى المجتمع الديني للأحياء. ورأي إريك هورنونغز (1999) في هذا الشأن، هو أنه في كتاب عبور الخلود:
تم جلب عالم الموتى إلى هذه الحياة، وأصبحت «مصر العالم الآخر» الموجودة في الكتاب «معبد العالم»، كما سميت مصر بالفعل في أواخر العصور القديمة الكلاسيكية.
و جنبا إلى جنب مع الأعمال الجنائزية الأخرى، حل هذا النص في نهاية المطاف محل كتاب القيام للنهار (كتاب الموتى).